# 1968年夏季奥林匹克运动会荷属安的列斯代表团
1968年夏季奥林匹克运动会荷属安的列斯代表团是荷属安的列斯派出的1968年夏季奥林匹克运动会代表团。